# 王傳一
王 傳一（ワン・チュアンイー、Kingone Wang、1980年5月5日 - ）は、台湾の俳優、歌手。可米小子（コミックボーイズ）の元メンバー。「ハジメちゃん」の愛称でも知られている。

## プロフィール
- 身長：180cm
- 体重：71kg
- 血液型：O型

## 来歴
- 2017年11月に結婚し、2018年7月に長女が誕生[1][2]。2023年7月に次女が誕生した[3]。

## 出演作品

### ドラマ
- 戦神〜Mars〜（原作：惣領冬実『MARS』）（2004年）- 陳暁彦（樫野暁彦） 役
- 愛在星光燦爛時〜Starry Night〜（2004年）- 傅一 役
- 悪魔で候〜惡魔在身邊〜（原作：高梨みつば『悪魔で候』）（2005年）- 尚源伊（上条優一）役
- Silence〜深情密碼〜（2006年）- 黄至燁 役
- 怪盗 楚留香（2007年）- 中原一点紅 役
- 天使のラブクーポン（2007年）- 霍彥（フォエン） 役
- 君につづく道（2007年）- 馬永睿（シャオマー） 役
- ブラック&ホワイト（2009年）- 高義（ガオ・イー） 役
- 就是要香恋（2010年）- 向致遠 役
- 最後はキミを好きになる!（2011年）- 任以翔（レン・イーシャン） 役
- シュガーケーキガーデン（2012年）- 顔瀚祥（イェン・ハンシャン） 役
- ハルサーエイカー2（2012年）- イケメンヘラー 役
- 遇見幸福300天（2013年）- 齊天 役
- 曉之春（2014年）- 李祐平 役
- 媽咪的男朋友（2014年）- 留子俊 役
- 幸せが聴こえる（2015年）- 方展丞（ファン・ジャンチェン） 役
- 失去你的那一天（2015年）- 孟澤銘 役
- 戀愛鄰距離（2015年）- 裴正希 役
- 聶小倩（2016年）- 燕赤霞 役
- 飛魚高校生（2016年）- 高海飛（ガオ・ハイフェイ） 役
- あすなろ白書（2019年）- 邱庭 役
- 美味滿閣（2019年）- 王子堯 役
- 三隻小豬的逆襲（2021年）- 陸晉舟 役

### バラエティ
- 2012年　ゆがふぅふぅ 「GONGON」内コント
- 2019〜2023年　請問 今晩住誰家 [4]

### 映画
- ペンギン夫婦の作りかた（2012年、平林克理監督）- 范（辺銀）暁江 役

## 音楽作品

### アルバム
- 換換愛（2007年）